# Mount Rungwe
Der Rungwe (auch Mount Rungwe, Rungwe-Gipfel) ist ein erloschener Vulkan im südlichen Hochland von Tansania. Er ist mit 2960 m nach dem Mtorwi-Gipfel mit 2961 m auf dem Kitulo-Plateau der zweithöchste Berg.

## Geografie
Dies Plateau liegt zwischen den Poroto-, Livingstone- und Kipengere-Gebirgszügen, die vor 2,5 Mio. Jahren entstanden sind und eine Verbindung nicht nur zwischen dem westlichen und östlichen Armen der ostafrikanischen Rift-Gebirgszüge bilden, sondern auch die zwischen den großen Gebirgsregionen von Ost-, Zentral- und Südlichem Afrika.

## Ökologie
Der Rungwe ist Teil einer Wasserscheide: Die Flüsse Kilasi, Kipoke, Kiwira, Marogala, Mbaka, Mrambo, Mulagala, Mwatisi, Sinini und Suma fließen nach Westen in den Malawisee, die Flüsse Ruaha und Kyela nach Osten. Mount Rungwe spielt mit seinen Wäldern als „Regenfänger“ eine wichtige Rolle für die Bewässerung tiefer liegender Gebiete wie die des fruchtbaren Kyela-Tals zwischen Tukuyu und Matema. Die Niederschläge betragen bis zu 3.000 mm im Jahr und sind die höchsten in ganz Tansania. Seit 1949 wird mit den Baumarten Pinus patula und Kosobaum (Hagenia abyssinica) Waldbau betrieben. Das hat allerdings enge Grenzen, denn die 13.652 ha dieses zerklüfteten Geländes sind schwer zugänglich. Das gilt für die genannten Gebirgszüge insgesamt.